# Будинок, де мешкав Іван Микитенко
Будинок, де жив Іван Микитенко — пам'ятка історії місцевого значення в Ладані.

## Історія
Рішенням виконкому Чернігівської обласної ради народних депутатів від 01.02.1994 № 29 дому надано статус «пам'ятник історії місцевого значення» з охоронним № 6865 під назвою «Будинок, де жив письменник І. К. Микитенко (1897—1937 рр.)».

## Опис
У період 1928—1938 років у приміщеннях колишнього Ладанського Покровського монастиря діяла Ладанська трудова комуна для безпритульних дітей та малолітніх правопорушників. Виготовляли одяг, спортивне спорядження, меблі, шліфувальні верстати. На її виробничій основі був створений завод протипожежного обладнання («Пожмашина»).
1933 року тут побував український письменник Іван Микитенко. У цей період Іван Микитенко працював над романом «Ранок», який відтворює процес перевиховання безпритульних дітей та малолітніх правопорушників у трудових комунах. На будинку, де мешкав письменник, встановлено меморіальну мармурову дошку.